# Sierow
Sierow (ros. Cepoв) – miasto we wschodniej części Rosji, w obwodzie swierdłowskim, nad Kakwą (dorzecze Obu), u podnóża Uralu. Około 95,1 tys. mieszkańców (2021). Hutnictwo żelaza, przemysł drzewny, materiałów budowlanych i spożywczych, węzeł kolejowy. W pobliżu Sierowa wydobycie rud żelaza.
Osada została założona w 1894 jako Nadieżdinsk (na cześć Nadieżdy Michajłowny Połowcowej, córki księcia Michała Pawłowicza). Od 1926 miasto. 19 stycznia 1934 miasto zostało przemianowane na Kabakowsk (na cześć działacza komunistycznego Iwana Kabakowa), 1937–1939 ponownie Nadieżdinsk, 7 czerwca 1939 otrzymało obecną nazwę na cześć zmarłego tragiczne lotnika wojskowego Anatolija Sierowa.
Od 2018 r. miasto jest siedzibą eparchii sierowskiej.

## Galeria

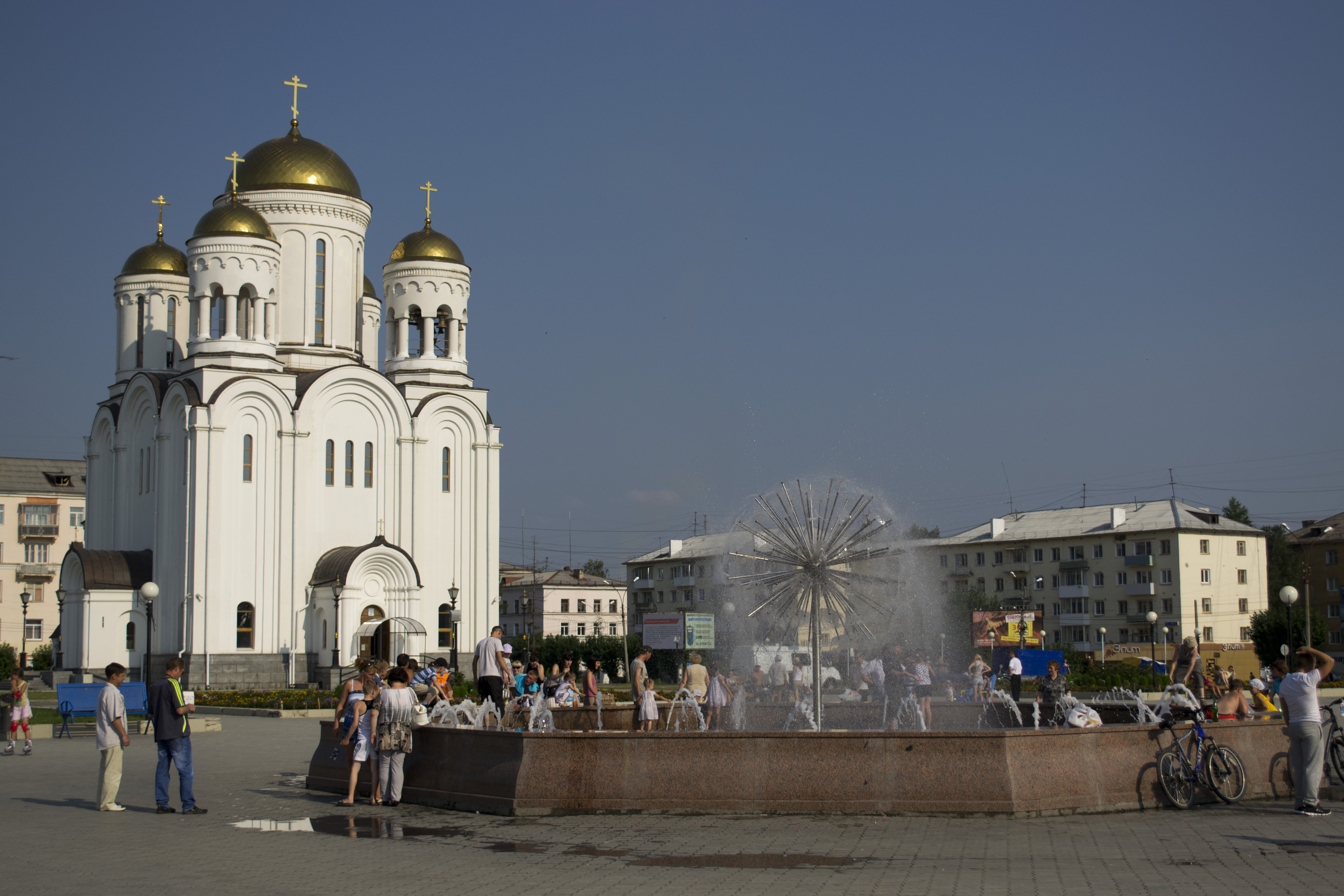
Fontanna na placu Przemienienia wraz z Cerkwią Przemienienia Pańskiego
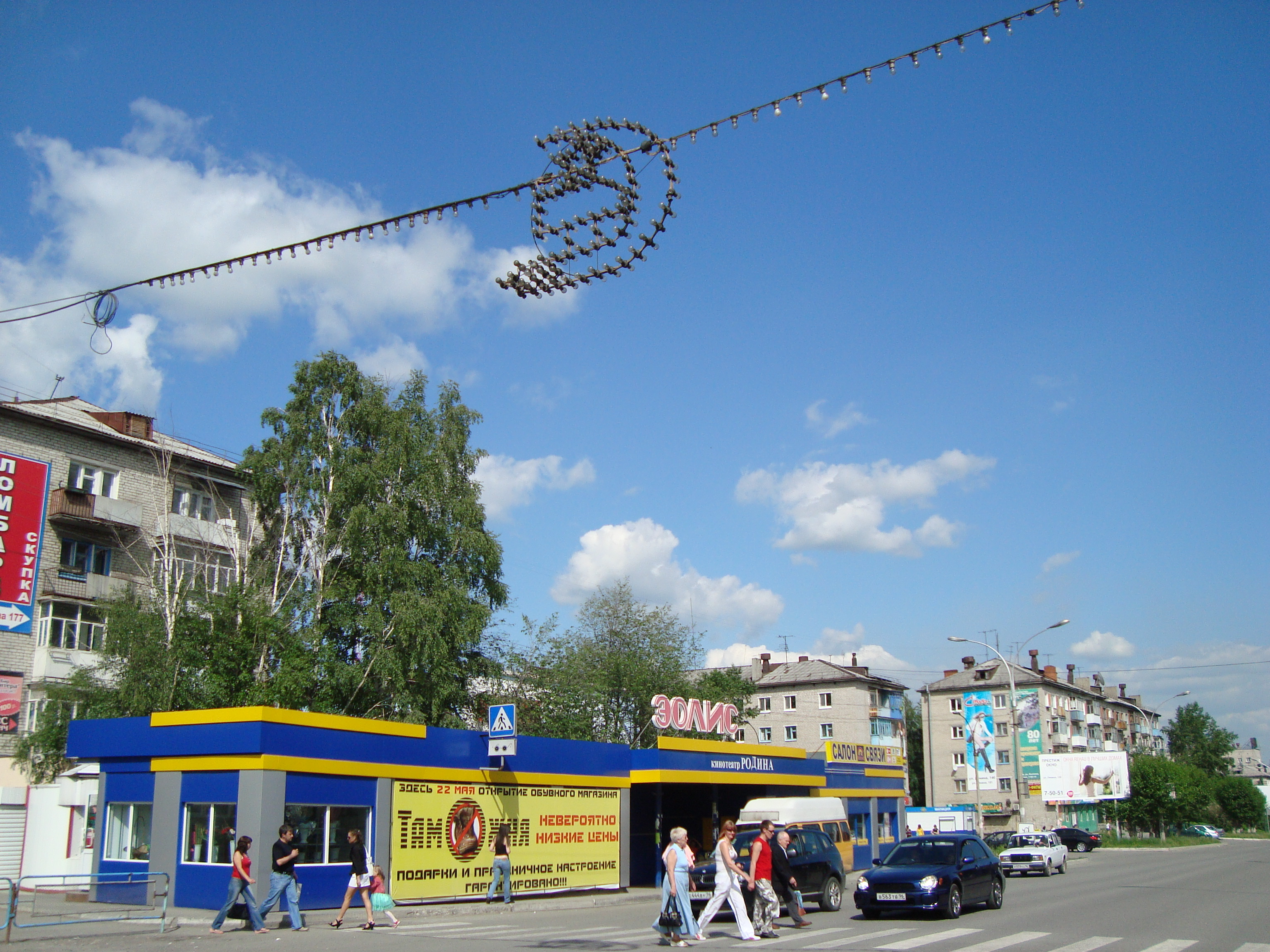
Ulica Lenina
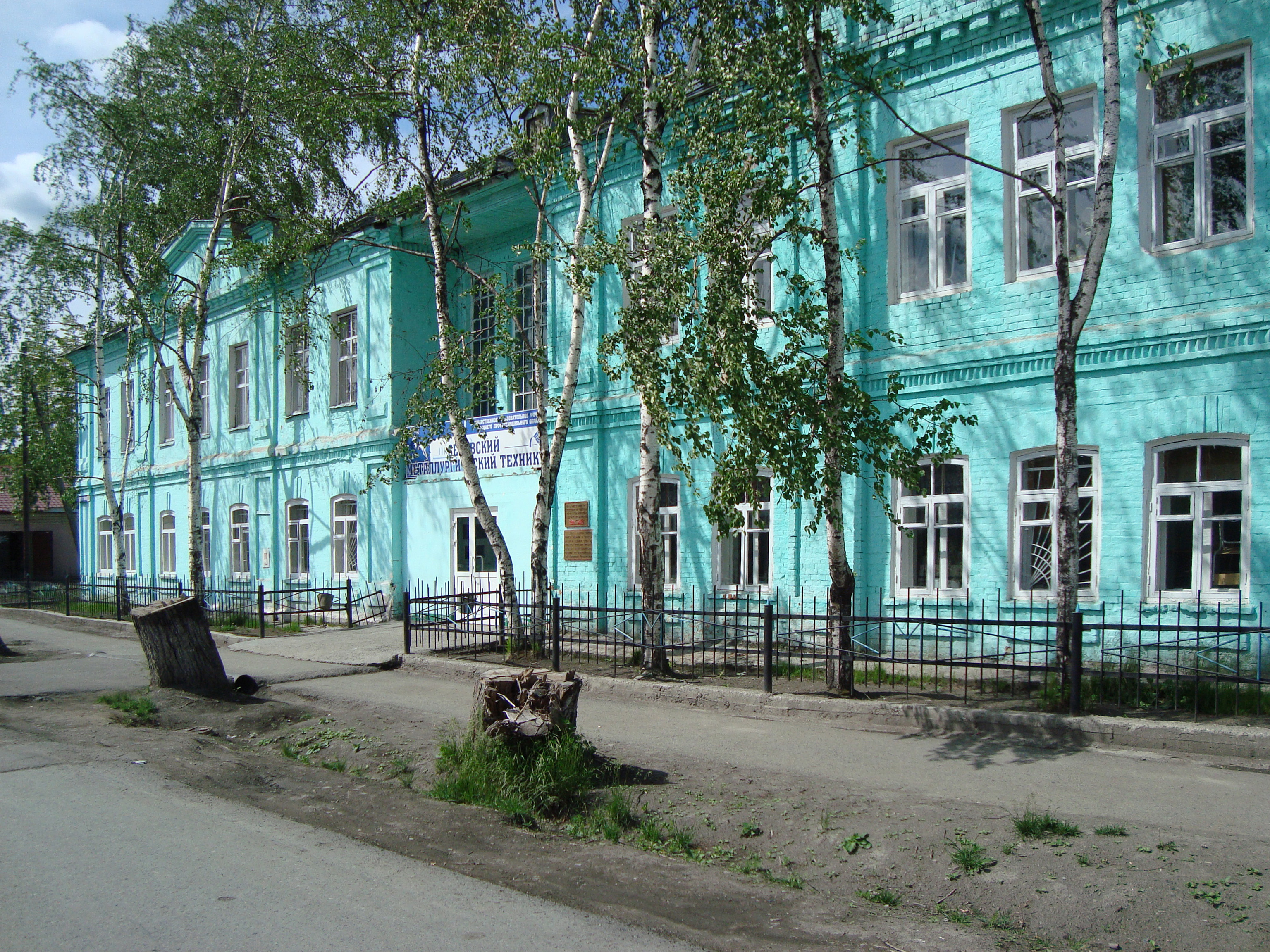
Technikum Metalurgii
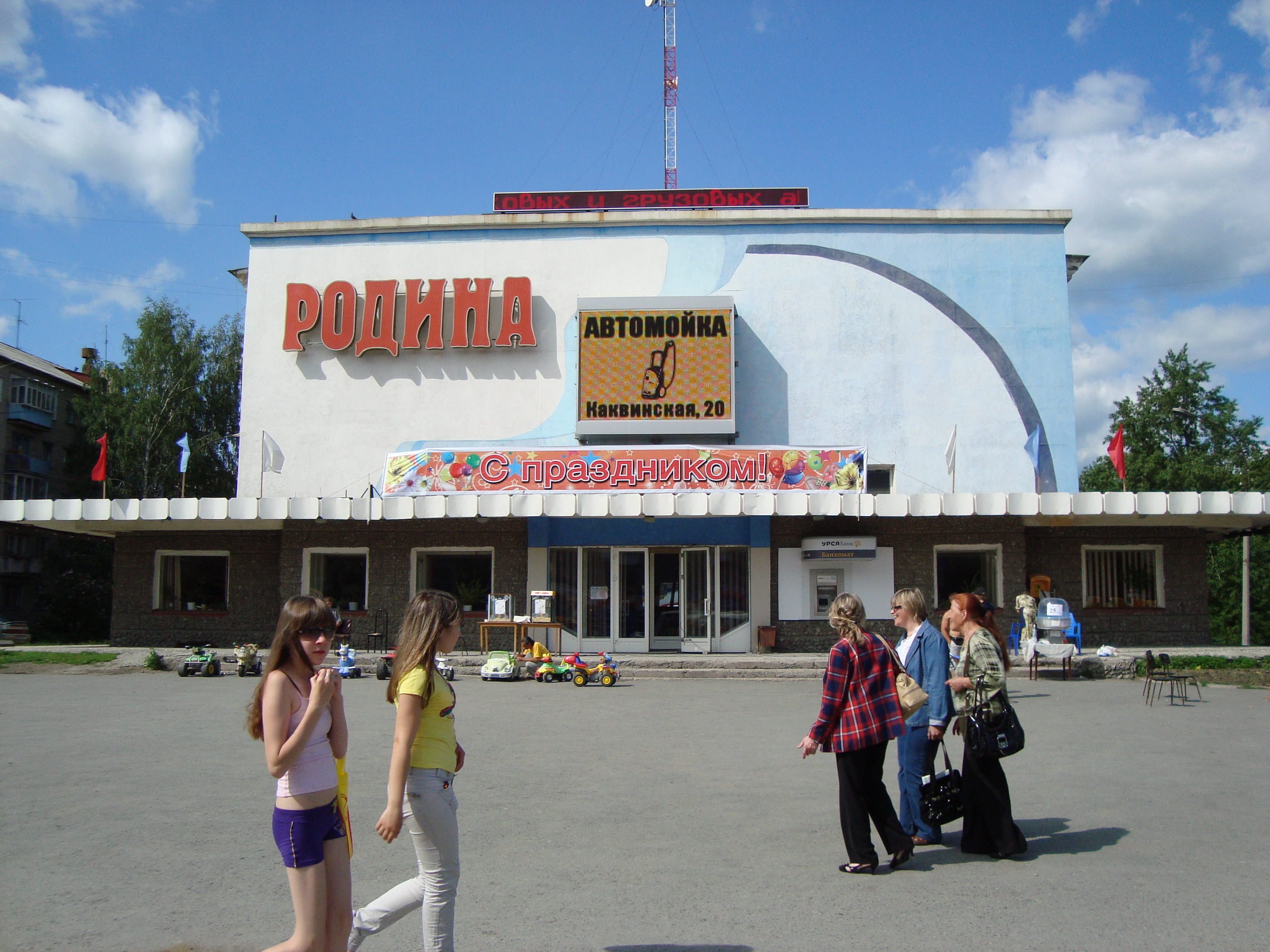
Kinoteatr Ojczyzna